# Copa Confederación de la CAF 2012
La Copa Confederación de la CAF 2012 fue la 9.ª edición del torneo de fútbol a nivel de clubes de África organizado por la CAF.
El AC Léopards de la República del Congo venció en la final al Djoliba AC de Malí para lograr el título por primera ocasión, siendo el segundo equipo de la República del Congo en obtener un título internacional.

## Participantes
| País                                                              | Club                                                        | Método de clasificación                                     |
| Países con 2 plazas (posiciones 1-12 del ranking de la CAF)       | Países con 2 plazas (posiciones 1-12 del ranking de la CAF) | Países con 2 plazas (posiciones 1-12 del ranking de la CAF) |
| ----------------------------------------------------------------- | ----------------------------------------------------------- | ----------------------------------------------------------- |
| Túnez (1.º - 97 pts)                                              | CS Sfaxien                                                  | 3.º lugar Championnat de Ligue Profesionelle 1 2010-11      |
| Túnez (1.º - 97 pts)                                              | Club Africain                                               | 4.º lugar Championnat de Ligue Profesionelle 1 2010-11      |
| Egipto · (2.º - 81 pts)                                           | ENPPI (único participante)                                  | Campeón de la Copa de Egipto                                |
| República Democrática del Congo (3.º - 60 pts)                    | Saint Eloi Lupopo                                           | 3.º lugar Linafoot 2011                                     |
| República Democrática del Congo (3.º - 60 pts)                    | US Tshinkunku                                               | Campeón de la Copa de Congo 2011                            |
| Nigeria (4.º - 58 pts)                                            | Warri Wolves                                                | 3.º lugar Premier League 2010-11                            |
| Nigeria (4.º - 58 pts)                                            | Heartland                                                   | Campeón de la Copa de Nigeria 2010-11                       |
| Sudán (5.º - 47 pts)                                              | Alamal Atbara                                               | 3.º lugar Primera División de Sudán 2011                    |
| Sudán (5.º - 47 pts)                                              | Al-Ahly Shendi                                              | 4.º Primera División de Sudán 2011                          |
| Argelia (6.º - 45 pts)                                            | ES Sétif (único participante)                               | 3.º lugar Championnat National de Première Division 2010-11 |
| Marruecos (7.º - 27 pts)                                          | Wydad Casablanca                                            | 3.º lugar GNF 1 2010-11                                     |
| Marruecos (7.º - 27 pts)                                          | CODM Meknès                                                 | Subcampeón de la Coupe du Trône 2011                        |
| Mali (8.º - 21 pts)                                               | AS Real Bamako                                              | 3.º lugar Primera División de Malí 2010-11                  |
| Mali (8.º - 21 pts)                                               | Cercle Olympique de Bamako                                  | Campeón de la Copa de Malí 2011                             |
| Zimbabue (9.º - 18 pts)                                           | Motor Action                                                | 3.º lugar Liga Premier de Zimbabue 2011                     |
| Zimbabue (9.º - 18 pts)                                           | Hwange                                                      | 4.º lugar Liga Premier de Zimbabue 2011                     |
| Camerún (11.º - 14 pts)                                           | Union Douala                                                | 3.º lugar Primera División de Camerún 2010-11               |
| Camerún (11.º - 14 pts)                                           | Unisport Bafang                                             | Subcampeón de la Copa de Camerún 2011                       |
| Costa de Marfil (=12.º - 13 pts)†                                 | Séwé Sports                                                 | 3.º lugar Primera División de Costa de Marfil 2011          |
| Costa de Marfil (=12.º - 13 pts)†                                 | ASEC Mimosas                                                | Campeón de la Copa de Costa de Marfil 2011                  |
| Países con 1 plaza (inferiores al lugar 12 del ranking de la CAF) |                                                             |                                                             |
| Angola (=12.º - 13 pts)†                                          | Inter Luanda                                                | Campeón de la Copa de Angola 2011                           |
| Zambia (=12.º - 13 pts)†                                          | Red Arrows                                                  | Subcampeón de la Primera División de Zambia 2011            |
| Ghana (15.º - 6 pts)                                              | Nania                                                       | Campeón de la Copa de Ghana 2010-11                         |
| Níger (=16.º - 5 pts)                                             | Sahel SC                                                    | Campeón de la Copa de Níger 2011                            |
| Sudáfrica (=16.º - 5 pts)                                         | Black Leopards                                              | Subcampeón de la Copa Nedbank 2011                          |
| Guinea Ecuatorial (18.º - 1 pt)                                   | Atlético Semu                                               | Campeón de la Copa de Guinea Ecuatorial 2011                |
| Benín                                                             | Dragons                                                     | Campeón de la Copa de Benín 2011                            |
| Botsuana                                                          | Extension Gunners                                           | Campeón de la Botswana FA Challenge Cup 2011                |
| Burkina Faso                                                      | Étoile Filante                                              | Campeón de la Copa de Burkina Faso 2011                     |
| Burundi                                                           | LLB Académic                                                | Campeón de la Copa de Burundi 2011                          |
| República Centroafricana                                          | AS Tempête Mocaf                                            | Campeón de la Copa de la República Centroafricana 2011      |
| Chad                                                              | Renaissance FC                                              | Campeón de la Coupe de Ligue de N'Djaména 2011              |
| República del Congo                                               | AC Léopards                                                 | Campeón de la Copa de Congo de Fútbol 2011                  |
| Etiopía                                                           | Saint-George SA                                             | Campeón de la Copa etíope de fútbol 2010-11                 |
| Gabón                                                             | AS Mangasport                                               | Campeón de la Copa Interclubes de Gabón 2011                |
| Gambia                                                            | GAMTEL FC                                                   | Campeón de la Copa de fútbol de Gambia 2011                 |
| Guinea                                                            | FC Séquence                                                 | Campeón de la Copa Nacional de Guinea 2011                  |
| Guinea-Bisáu                                                      | ADR Desportivo de Mansabá                                   | Campeón de la Taça Nacional de Guinea-Bissau 2011           |
| Kenia                                                             | Gor Mahia                                                   | Campeón de la FKL Cup 2011                                  |
| Liberia                                                           | Invincible Eleven                                           | Campeón de la Copa de Liberia 2011                          |
| Madagascar                                                        | Tana FC                                                     | Subcampeón de la Copa de Madagascar 2011                    |
| Mozambique                                                        | Ferroviário de Maputo                                       | Campeón de la Taça de Moçambique 2011                       |
| Ruanda                                                            | Kiyovu Sports                                               | Subcampeón de la Primera División de Ruanda 2010-11         |
| Senegal                                                           | Casa Sport                                                  | Campeón de la Copa senegalesa de fútbol 2011                |
| Sierra Leona                                                      | Kallon FC                                                   | Subcampeón de la Liga Premier de Sierra Leona 2011          |
| Suazilandia                                                       | Royal Leopards                                              | Campeón de la Copa de Suazilandia 2011                      |
| Tanzania                                                          | Simba                                                       | Subcampeón de la Liga tanzana de fútbol 2010-11             |
| Zanzíbar                                                          | Jamhuri                                                     | Subcampeón de la Premier League 2011                        |

Notas
- Países que no mandaron equipo: Libia (clasificado 10.º con 16 puntos y con 2 plazas), Cabo Verde, Comoras, Yibuti, Eritrea, Lesoto, Malaui, Mauritania, Mauricio, Namibia, Reunión, Santo Tomé y Príncipe, Seychelles, Somalia, Togo, Uganda
- † Según la fórmula para calcular puntos de la CAF en el ranking en los últimos 5 años, Angola, Costa de Marfil, y Zambia quedaron empatados en el lugar 12 con 13 puntos. Según reportes locales, Costa de Marfil mandó 2 equipos,[1] mientras que Angola y Zambia enviaron 1.[2][3]
- Los países no clasificados son tomados en cuenta en la posición 19.

Sin embargo, los 8 equipos perdedores en la Segunda ronda de la Liga de Campeones de la CAF 2012 entraron a participar en la ronda de play-off:
| - Coton Sport - AFAD Djékanou - Djoliba - Stade Malien | - Maghreb de Fès - Al-Hilal - Al-Merreikh - Dynamos |

## Ronda preliminar
| Equipo 1                  | Agr.        | Equipo 2          | Ida | Vuelta |
| ------------------------- | ----------- | ----------------- | --- | ------ |
| Dragons                   | 1–2         | Étoile Filante    | 1–0 | 0–2    |
| Nania                     | w/o1        | FC Séquence       | —   | —      |
| Union Douala              | 1–2         | Kallon FC         | 1–0 | 0–2    |
| Black Leopards            | 3–1         | Motor Action      | 1–1 | 2–0    |
| Red Arrows                | 0–1         | Royal Leopards    | 0–0 | 0–1    |
| AS Mangasport             | 0–5         | Saint-George SA   | 0–1 | 0–4    |
| Kiyovu Sports             | 2–3         | Simba             | 1–1 | 1–2    |
| Ferroviário de Maputo     | 4–0         | Gor Mahia         | 3–0 | 1–0    |
| Séwé Sports               | 0–1         | Unisport Bafang   | 0–1 | 0–0    |
| AC Léopards               | 4–2         | AS Tempête Mocaf  | 2–0 | 2–2    |
| LLB Académic              | 5–0         | Atlético Semu     | 3–0 | 2–0    |
| Renaissance FC            | 4–2         | Sahel SC          | 2–0 | 2–2    |
| ADR Desportivo de Mansabá | w/o2        | Invincible Eleven | -   | -      |
| GAMTEL FC                 | 1–1 (4–3 p) | Casa Sport        | 1–0 | 0–1    |
| Extension Gunners         | 2–3         | Tana FC           | 2–1 | 0–2    |
| Jamhuri                   | 1–7         | Hwange            | 0–3 | 1–4    |

Notas
- 1: El FC Séquence avanzó a la siguiente ronda luego de que el Nania FC abandonó el torneo.
- 2: El Invincible Eleven avanzó a la siguiente ronda luego de que el ADR Desportivo de Mansabá abandonó el torneo.

## Primera ronda
| Equipo 1              | Agr.        | Equipo 2          | Ida | Vuelta |
| --------------------- | ----------- | ----------------- | --- | ------ |
| Étoile Filante        | 2–4         | ASEC Mimosas      | 2–2 | 0–2    |
| FC Séquence           | 0–5         | CODM Meknès       | 0–2 | 0–3    |
| Kallon FC             | 0–2         | Warri Wolves      | 0–0 | 0–2    |
| Black Leopards        | 6–4         | Saint Eloi Lupopo | 4–2 | 2–2    |
| Royal Leopards        | 3–2         | US Tshinkunku     | 1–1 | 2–1    |
| Saint-George SA       | 1–3         | Club Africain     | 1–1 | 0–2    |
| Simba                 | 3–3 (a)     | ES Sétif          | 2–0 | 1–3    |
| Ferroviário de Maputo | 0–3         | Al-Ahly Shendi    | 0–1 | 0–2    |
| Unisport Bafang       | 1–2         | Heartland         | 0–0 | 1–2    |
| AC Léopards           | 3–2         | CS Sfaxien        | 1–2 | 2–0    |
| LLB Académic          | 2–5         | ENPPI             | 1–1 | 1–4    |
| Renaissance FC        | 4–5         | COB               | 3–2 | 1–3    |
| Invincible Eleven     | 1–6         | Wydad Casablanca  | 0–2 | 1–4    |
| GAMTEL FC             | 2–3         | AS Real Bamako    | 1–0 | 1–3    |
| Tana FC               | 2–2 (5–6 p) | Inter Luanda      | 2–0 | 0–2    |
| Hwange                | 1–1 (a)     | Alamal Atbara     | 1–1 | 0–0    |

## Segunda ronda
| Equipo 1         | Agr.        | Equipo 2       | Ida | Vuelta |
| ---------------- | ----------- | -------------- | --- | ------ |
| ASEC Mimosas     | 1–1 (a)     | CODM Meknès    | 1–1 | 0–0    |
| Warri Wolves     | 3–3 (a)     | Black Leopards | 3–1 | 0–2    |
| Royal Leopards   | 2–5         | Club Africain  | 0–1 | 2–4    |
| Simba            | 3–3 (8–9 p) | Al-Ahly Shendi | 3–0 | 0–3    |
| Heartland        | 4–4 (a)     | AC Léopards    | 3–2 | 1–2    |
| ENPPI            | 3–4         | COB            | 3–1 | 0–3    |
| Wydad Casablanca | 3–1         | AS Real Bamako | 3–0 | 0–1    |
| Inter Luanda     | 6–1         | Alamal Atbara  | 4–1 | 2–0    |

## Ronda de Play-Off
En esta ronda ingresaron los equipos que fueron eliminados en la Segunda ronda de la Liga de Campeones de la CAF 2012, teniendo la desventaja de que éstos cerrarían sus respectivas series jugando de visitante.
| Equipo 1       | Agr.        | Equipo 2                   | Ida | Vuelta |
| -------------- | ----------- | -------------------------- | --- | ------ |
| Maghreb de Fès | 1–2         | AC Léopards                | 1–0 | 0–2    |
| Al-Hilal       | 3–0         | Cercle Olympique de Bamako | 2–0 | 1–0    |
| AFAD Djékanou  | 0–1         | Wydad Casablanca           | 0–1 | 0–0    |
| Al-Merreikh    | 3–2         | Black Leopards             | 3–2 | 0–0    |
| Djoliba        | 2–2 (4–3 p) | Club Africain              | 2–0 | 0–2    |
| Dynamos        | 0–1         | Inter Luanda               | 0–0 | 0–1    |
| Stade Malien   | 4–1         | CODM Meknès                | 3–0 | 1–1    |
| Coton Sport    | 1–2         | Al-Ahly Shendi             | 1–0 | 0–2    |

## Fase de grupos
| Los que están en color en los grupos                           |
| -------------------------------------------------------------- |
| Los 2 primeros lugares de cada grupo avanzan a las semifinales |

### Grupo A
| Club           | J | G | E | P | GF | GC | GD | Pts. |
| -------------- | - | - | - | - | -- | -- | -- | ---- |
| Al-Merreikh    | 6 | 4 | 2 | 0 | 8  | 3  | +5 | 14   |
| Al-Hilal       | 6 | 3 | 2 | 1 | 11 | 6  | +5 | 11   |
| Inter Luanda   | 6 | 1 | 2 | 3 | 3  | 7  | -4 | 5    |
| Al-Ahly Shendi | 6 | 1 | 0 | 5 | 3  | 9  | -6 | 3    |

|     | AHL | HIL | MER | INT |
| --- | --- | --- | --- | --- |
| AHL | —   | 1–2 | 0–1 | 1–2 |
| HIL | 2–0 | —   | 1–1 | 3–0 |
| MER | 2–0 | 3–2 | —   | 1–0 |
| INT | 0–1 | 1–1 | 0–0 | —   |

### Grupo B
| Club             | J | G | E | P | GF | GC | GD | Pts. |
| ---------------- | - | - | - | - | -- | -- | -- | ---- |
| Djoliba          | 6 | 4 | 1 | 1 | 9  | 7  | +2 | 13   |
| AC Léopards      | 6 | 2 | 3 | 1 | 8  | 6  | +2 | 9    |
| Wydad Casablanca | 6 | 1 | 3 | 2 | 10 | 10 | 0  | 6    |
| Stade Malien     | 6 | 0 | 3 | 3 | 6  | 10 | -4 | 3    |

|     | LEO | DJO | SMB | WAC |
| --- | --- | --- | --- | --- |
| LEO | —   | 3–0 | 1–0 | 1–1 |
| DJO | 1–1 | —   | 2–1 | 2–1 |
| SMB | 1–1 | 0–2 | —   | 3–3 |
| WAC | 3–1 | 1–2 | 1–1 | -   |

## Semifinales
| Equipo 1    | Agr.         | Equipo 2    | Ida | Vuelta |
| ----------- | ------------ | ----------- | --- | ------ |
| AC Léopards | 2–1          | Al-Merreikh | 2–1 | 0–0    |
| Al-Hilal    | 2–2 (6-7 p.) | Djoliba     | 2–0 | 0–2    |

## Final

### Ida
| 18-11-2012 | Djoliba                                | 2–2     | AC Léopards                | Stade Modibo Kéïta, Bamako |                            |
|            | Bagayoko 36' (pen.) · S. Coulibaly 74' | Reporte | Kivouri 22' · Ngouelou 87' | Árbitro(s): Daniel Bennett | Árbitro(s): Daniel Bennett |

### Vuelta
| 25-11-2012 | AC Léopards                  | 2–1 (Global 4-3) | Djoliba          | Stade Denis Sassou Nguesso, Dolisie |                          |
|            | Gandzé 24' · Bhebey Ndey 45' | Reporte          | S. Coulibaly 34' | Árbitro(s): Néant Alioum            | Árbitro(s): Néant Alioum |

## Campeón
|                                |
| Bandera de República del Congo |
| Campeón AC Léopards            |
| 1.° título                     |

## Goleadores
| Posición | Jugador            | Club            | Goles |
| -------- | ------------------ | --------------- | ----- |
| 1        | Ismaïla Diarra     | COB             | 5     |
| 1        | Edward Sadomba     | Al-Hilal        | 5     |
| 3        | Moco               | Inter Luanda    | 4     |
| 3        | Abdul Razak Fiston | LLB Académic    | 4     |
| 3        | Adane Girma        | Saint-George SA | 4     |
| 3        | Alou Bagayoko      | Djoliba         | 4     |
| 3        | Mudathir El Tahir  | Al-Hilal        | 4     |
| 3        | Ahmed El-Basha     | Al-Merreikh     | 4     |
| 3        | Ezechiel Ndouassel | Club Africain   | 4     |